# 戽斗 (演員)
戽斗（1926年—1995年4月27日），本名高來福，臺灣男演員。

## 生平
戽斗家住建成圓環旁，是土生土長的臺北人。他的藝名「戽斗」在台語是長下巴的意思，乃因其外貌特徵而命名。
二戰末期，他曾被日軍徵調。戰後待業期間，他因緣際會加入朋友的劇團，成為新劇演員。1956年，戽斗躍上大銀幕，成為台語片明星。他常與矮仔財、玲玲搭檔演出喜劇，三人在台語片熱潮中紅極一時。1970年，台語片沒落，三人在廣播電視節目製作人侯世宏引薦下，進中視當基本演員。在中視期間，他與導演李泉溪，以及演員王昌熾、鷺菁、孟元，因同樣肖虎而結為好友。
戽斗晚年患糖尿病，健康情形與財務狀況均不佳，但仍不改幽默本色。他於1995年病逝臺北，靈柩覆蓋演員工會會旗，骨灰安置於北投中和禪寺。

## 演出作品

### 電影
1956年：
- 《補破網》

1957年：
- 《五子哭墓》
- 《鳳嬌會李旦》
- 《薛仁貴與柳金花》
- 《薛仁貴征東》
- 《呂洞賓》
- 《呂洞賓三戲白牡丹》
- 《茫茫鳥》
- 《情海風暴》
- 《唐三藏救母》
- 《春天後母心》
- 《妙英飄零記》
- 《心酸酸》

1958年：
- 《恨命莫怨天》
- 《女性的仇人》
- 《添丁發財》
- 《妖姬奪夫》
- 《郭素月棺中產子》
- 《七洋風波》
- 《真假美人心》
- 《誰的罪惡（續集）》
- 《八月十五夜》
- 《山貓》
- 《天無絕人之路》
- 《凹鼻藝妲》
- 《慈母淚》
- 《再生花》
- 《姻緣天註定》
- 《寶島姑娘》
- 《無情恨薄命》

1959年：
- 《王哥柳哥遊台灣》
- 《半路認老父》
- 《家和萬家成》
- 《惡妻孽子》
- 《青春花當開》
- 《羅小虎與玉嬌龍》

1960年：
- 《財色迷人》
- 《凸哥與凹哥》
- 《秋怨》
- 《羅小虎與玉嬌龍（第二集）》
- 《虎姑婆》
- 《七劍十三俠》

1961年：
- 《孤女的願望》
- 《神尼降魔女》
- 《甘露出世》
- 《武則天》

1962年：
- 《台北發的早車》
- 《送君情淚》
- 《兩相好》
- 《二度梅（上集）》
- 《孤鳥淚》
- 《何日君再來》
- 《難忘的人》
- 《白賊七（第一集）》
- 《龍山寺之戀》
- 《盤古開天》
- 《星星知我心》
- 《阿丁大鬧歌舞團》
- 《媒人皇帝》
- 《三公主下凡》
- 《石獅吐血》
- 《雨夜花（下集）》
- 《老長壽》
- 《白賊七（第二集）》

1963年：
- 《誰能代表我》
- 《羅漢腳》
- 《楊萬寶》
- 《我愛我君我愛子（上、下）》
- 《大嬸婆遊台北》
- 《羅通掃北》
- 《愛你在心口難開》
- 《吻一下》
- 《薛平貴與王寶釧》
- 《三叔公》
- 《約會八點半》
- 《難忘的鳳凰橋》
- 《未卜先知》
- 《高雄發的尾班車》
- 《愚兄弟》
- 《豔福不淺》
- 《歡喜船入港》

1964年：
- 《最喜歡的一日》
- 《落大雨的彼日》
- 《土包子》
- 《草螟弄雞公》
- 《一斤十六兩》
- 《台北人》
- 《子》
- 《天字第一號》
- 《送君出帆》
- 《恩愛三百六十五日》
- 《港都苦命女》
- 《再會港都》
- 《寶島鐘聲》
- 《台北發的早車》
- 《出嫁彼一日》
- 《鹽田區長(鹽埕區長)》
- 《情報員第六號》
- 《美滿的夫妻》
- 《老油條》
- 《可憐戀花再會吧》
- 《誰是犯罪者》
- 《明日的希望》
- 《乞食身皇帝嘴》
- 《夢遊美人島》
- 《悲情城市》
- 《田庄兄哥》

1965年：
- 《藝妲嫁乞丐》
- 《神秘的探長》
- 《中日間諜戰》
- 《特務女間諜王》
- 《一江春水向東流》
- 《吹牛大王》
- 《女通緝犯》
- 《當天弄破鍋仔蓋》
- 《惜別夜港邊》
- 《棺材船》
- 《八卦山浴血記》
- 《小浪子》
- 《無期徒刑》
- 《殺人兇手》

1966年：
- 《流浪補雨傘》
- 《女性的命運》
- 《我愛少年家》
- 《女乞丐》
- 《黑手套》
- 《秋風淚雨》
- 《十千金》
- 《阿憨伯》
- 《魔鬼門徒》
- 《三更半夜》
- 《田莊保正》
- 《浪子回頭》
- 《梅花鑣客》
- 《多子餓死爸》
- 《乞丐大鬧藝妲間》
- 《戀愛情報站》
- 《迷魂鎗》
- 《流浪到台北》
- 《黑美人》
- 《浪子嘆》
- 《無錢的兄弟》
- 《糊塗燒酒仙》
- 《南海怪鑣客》

1967年：
- 《鬍鬚哥》
- 《金色情奪戰》
- 《風流胡老爺》
- 《萬金乞丐子》
- 《包君滿意》
- 《搖錢樹》
- 《地獄花》
- 《大本乞丐》
- 《呆命阿狗兄》
- 《水蛙緣》
- 《小封神》
- 《分期付款》
- 《愛你入骨（續集）》
- 《飛賊黑衣女》
- 《伴子尋郎君》

1968年：
- 《王見王》
- 《普士遍》
- 《擋不住》
- 《薛四俊》
- 《包你笑》
- 《大醋桶》

1969年：
- 《我愛少年家》
- 《女乞丐》
- 《黑手套》
- 《秋風淚雨》
- 《十千金》
- 《阿憨伯》
- 《魔鬼門徒》
- 《三更半夜》
- 《田莊保正》
- 《浪子回頭》
- 《梅花鑣客》
- 《多子餓死爸》
- 《乞丐大鬧藝妲間》
- 《戀愛情報站》
- 《迷魂鎗》
- 《流浪到台北》
- 《黑美人》
- 《浪子嘆》
- 《無錢的兄弟》
- 《糊塗燒酒仙》
- 《南海怪鑣客》
- 《猴咬猴》
- 《阿草下山》
- 《滿面春風》
- 《海女的秘密》
- 《兩傻遊台北》
- 《我見你就笑》
- 《康丁一大笑》

1976年：
- 《三傻闖世界》

1982年：
- 《老師‧斯卡也答》

1985年：
- 《八番坑口的新娘》

### 電視劇
- 爸爸的煩惱
- 英雄膽
- 七孔笛
- 無名火
- 父與女 妙爸爸

## 榮譽
- 1957年，榮獲第一屆「台語片影展」觀眾票選「優勝獎」（第十一名）。
- 1965年，榮獲第二屆「台語片影展」觀眾票選「寶島獎」十大男明星獎。

## 外部連結
- 戽斗—財團法人國家電影資料館 （页面存档备份，存于）
- 戽斗在互联网电影资料库（IMDb）上的資料（英文）
- 戽斗在香港影庫上的簡介
- 戽斗/男演員 （页面存档备份，存于）財團法人國家電影中心